# Dětřichov u Moravské Třebové
Dětřichov u Moravské Třebové település Csehországban, a Svitavyi járásban. Dětřichov u Moravské Třebové Borušov és Staré Město településekkel határos. Lakosainak száma 184 fő (2024. január 1.).

## Népesség
A település lakosságának változását az alábbi diagram mutatja:
| Lakosok száma | 531  | 476  | 429  | 304  | 252  | 219  | 199  | 194  | 188  | 184  |
|               | 1869 | 1890 | 1921 | 1950 | 1980 | 2001 | 2017 | 2019 | 2022 | 2024 |